# Народно позориште у Приштини
Народно позориште у Приштини је позориште у Приштини, основано 1946. у Призрену. Највеће је позориште на Косову и Метохији, а у садашњу зграду се уселило 1949. Временом је мењало назив, те се тако звало Обласно народно позориште и Покрајинско народно позориште, док је актуелно име усвојило 1994.
Након рата на Косову и Метохији, постоје два Народнa позориштa у Приштини — једно на албанском језику које се налази на првобитној локацији, те друго на српском језику које је измештено у Грачаницу.

## Историја
Народно позориште у Приштини основано је 1946. у Призрену, а 1948. године се сели у Приштину. Мењало је имена од Обласног, преко Покрајинског до Народног позоришта како се зове од 1994. године.
Двојезични театар са Српском и Албанском драмом доживљава успехе на српској и југословенској сцени, суочава се са различитим променама које често имају мало везе са уметношћу. После бомбардовања Савезне Републике Југославије 1999. године Српска драма је избачена из Приштине, прекидају се везе са њеним седиштем, те тражи трајну адресу. Својој старој публици Српска драма се вратила у зиму 2005. године представом Џика из Џигољ Ивана Ивановића. Она је одиграна у Дому културе у Грачаници у извођењу глумца Миомира Радојковића.
Од тада до данас настало је прекодвадесетнових представа. Након година лутања, од Лепосавића, преко Звечана и Косовске Митровице, 12. децембра 2014. године матична сцена театра је коначно смештена у Дом културе у Грачаници.